# Norbert Szendrei
Norbert Szendrei est un footballeur hongrois né le 23 mars 2000 à Nyíregyháza. Il joue au poste d'attaquant au Zalaegerszeg TE. 

## Biographie

### En club
Il comme à jouer au football avec le Nyíregyháza Spartacus, le club de sa ville natale. 
Le 20 février 2012, il part au Budapest Honvéd, où il passe par toutes les catégories des jeunes du club. Le 27 mai 2018, il joue son premier match avec l'équipe première contre le Videoton FC en championnat. Son équipe s'incline 2-0. Il marque son premier but le 31 mai 2020, contre le Debreceni VSC à la 89e minute de jeu (victoire 3-1). 
Le 17 septembre 2020, il fait ses débuts en compétitions européennes, à l'occasion du deuxième tour de la Ligue Europa 2020-2021 contre le club suédois du Malmö FF (défaite 0-2).
Le 23 juillet 2021, il signe en faveur du MOL Fehérvár. Il joue son premier match le 1er août, contre le Zalaegerszeg TE FC (score : 1-1). 

### En sélection
Avec les moins de 17 ans, il participe au championnat d'Europe des moins de 17 ans en 2017. Lors de cette compétition organisée en Croatie, il joue trois matchs. Il dispute les neuf dernières minutes lors du premier match gagné 3-2 contre la France, puis sort à la 50e minute lors du second match contre l'Écosse (match terminé 1-1). Il reste ensuite sur le banc lors du troisième match contre les îles Féroé, puis lors du quart de finale perdu 0-1 contre la Turquie. Il joue ensuite 40 minutes lors du match du classement pour la cinquième place, remporté par la France 0-1.
Avec les espoirs, il inscrit un but lors d'un match amical contre la Russie en novembre 2020. Il participe ensuite au championnat d'Europe espoirs en 2021. Lors de cette compétition organisée en Hongrie et en Slovénie, il joue deux matchs dans leur intégralité en phase de poule, contre l'Allemagne et contre la Roumanie, puis 37 minutes lors du troisième match contre les Pays-Bas. Avec un bilan catastrophique de trois défaites en trois matchs, onze buts encaissés et deux buts marqués, la Hongrie est éliminée dès le premier tour. Après cette compétition, il officie à plusieurs reprises comme capitaine des espoirs lors des éliminatoires de l'Euro espoirs 2023.

## Palmarès
Budapest Honvéd
- Coupe de Hongrie (1) :
  - Vainqueur : 2019-20.